# Купер, Дэвид (хоккеист)
Дэвид Купер (англ. David Cooper; род. 2 ноября 1973, Оттава) — канадский хоккеист, защитник.

## Биография
На драфте НХЛ 1992 года был выбран в 1-м раунде под общим 11-м номером клубом «Баффало Сейбрз». Играл за фарм-клубы «Баффало» «Рочестер Американс» (AHL, 1993/94 — 1995/96) и «Саут-Каролина Стингрейс» (ECHL, 1994/95), но в НХЛ за «Сейбрз» не сыграл. В 1996 году перешёл в «Торонто Мейпл Лифс» и за три сезона (1996/97 — 1997/98, 2000/01) провёл в НХЛ 30 матчей. В основном играл в это время в АХЛ за «Сент-Джонс Мейпл Лифс» и «Сент-Джон Флеймз».
В Европе выступал за немецкие клубы «Кассель Хаскис» (1999/2000), «Айсбэрен Берлин» (2001/02), «Изерлон Рустерс» (2003/04), российский СКА Санкт-Петербург (2002/03), итальянские команды «Азиаго» (2004/05), «Аллеге» (2004/05), «Понтебба» (2007/08), датский «Рёдовре Майти Буллз» (2005/07).